# 斯威特古道
斯威特古道（英語：Sweet Track）是一條位於英國索美塞特平原的堤道，它的歷史可追溯到新石器時代，在西元前3807年或3806年建成，目前是不列顛群島上第二古老的木造古道。已知斯威特古道主要建築在一條更早期的堤道（波斯特古道）所經路線上。
數千年前威斯特黑曾有一座小島，此古道連結它和一條位於沙普維克的脊狀高地，中間跨越現今已嚴重枯竭的河流濕地，長度接近2,000（6,600英尺）。這條路徑在過去是縱橫索美塞特平原的交通網絡的一部份。周遭的泥炭濕地已出土各式各樣的手工藝品和其他史前物品，包括一個硬玉岩製、禮儀用斧頭的刀刃。
走道由許多首尾相連的橡樹版構成，其下木樁被交錯排放，釘入一片泥濘中而達到支撐的效果。這條古道只被使用大約十年，之後可能因為逐漸上升的水位而遭人遺棄。1970年人們發現這條古道後，古道的絕大部分都依照古蹟保留措施留在其原本的位置，另有一個抽、供水系統讓木材保持潮濕。有些部分則保存在大英博物館和位於湯頓的索美塞特博物館。現在到訪的遊客能漫步在沙普維克荒野一條模仿原古道重建的道路上。

## 所在地

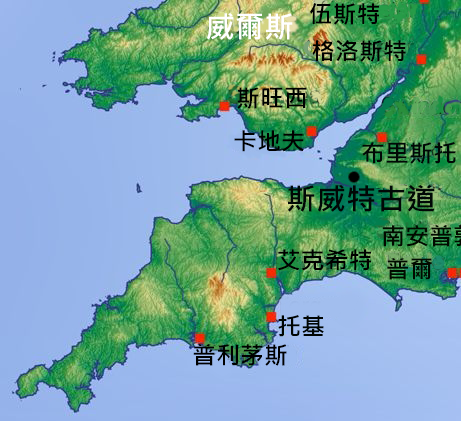
地圖上的斯威特古道

這條古道位於威斯特黑的一座島嶼和沙普維克一條靠近布魯河的狹長高地之間。威斯特黑的一群土墩顯示此處曾有史前時代的湖上木排屋，並且與在格拉斯頓伯里湖泊村落找到的遺址類似，建造在一片填有柴枝、蕨類等物的木頭築成的人工地基上。
其他相似古道的遺跡直接在附近顯露出來，連結泥炭沼澤上的居住地，這些古道包括哈尼果爾、阿伯茲韋、貝爾斯、貝克斯、威斯特黑和尼登斯古道。諸如米爾湖的遺址證明這些古道的目的是提供居地更便利的交通。針對米爾湖的調查指出它是由周遭高位沼澤入侵形成，特別在亞大西洋期，還有岩心標本表示它充滿了至少2（6.6英尺）深的腐植泥土。
兩座米爾湖中的米爾湖村落似乎由一些立在乾燥泥炭上的建物組成，像是帳篷、防風林和畜欄。鋪在泥炭上的黏土形成高起的平台，提供居民日常生活、從事製造和活動的空間，有些地方有較厚的黏土鋪層承載用黏土或石頭造成的灶。

## 發現與研究
1970年，古道在開挖泥炭過程中被發掘，並以發現者瑞伊·斯威特（Ray Sweet）的姓氏命名。他服務的公司E·J·古德溫把一片從古道上取下的木板交給劍橋大學考古學助理講師約翰·科爾斯（John Coles）。科爾斯在之前已經執行過一些附近古道的挖掘作業，他對這條古道的興趣催生了1973起為期16年的索美塞特平原計畫（Somerset Levels Project），並從英格蘭遺產委員會等多方捐獻者獲得研究資金。這項計畫承辦一系列地方性考古研究，以及確定這些西元前數千年就存在的古道經濟和地理意義。約翰和布萊恩妮·科爾斯（Bryony Coles）在索美塞特平原計畫的努力在1996年獲得肯定，他們以該考古計畫對知識有卓越貢獻為由獲得帝國化學工業獎，2006年又得到歐洲考古學家協會（EAA）頒發的獎項。
樹木年輪學有助於更精確的確認古道的年齡，研究結果顯示其在西元前約3807年建造，這個年代推定讓斯威特古道成為世界上最古老的道路。 一直到2009年，貝爾馬許監獄附近一條已經超過6000歲的古道被發現後，斯威特古道才成為世界第二。針對斯威特古道組成的分析亦對新石器時代的樹木年輪學研究有所助益；將其和來自特倫特河的木頭和史多佛德的沉水森林比較，不僅能更完整繪製年輪圖像，還能找出其和氣候變遷的關係。
那些用於建造這條古道的木材被歸類於沼木，其為長時間（可達數百至數千年）埋在泥炭沼澤中的木頭，而且因為沼澤酸性的缺氧環境得以避免腐敗。沼木通常被溶解在酸性水溶液的單寧染成褐色，表現出化石化作用的早期階段。英國環境食物及農村事務部因古道年代久遠而集資並發起一場大規模發掘作業。

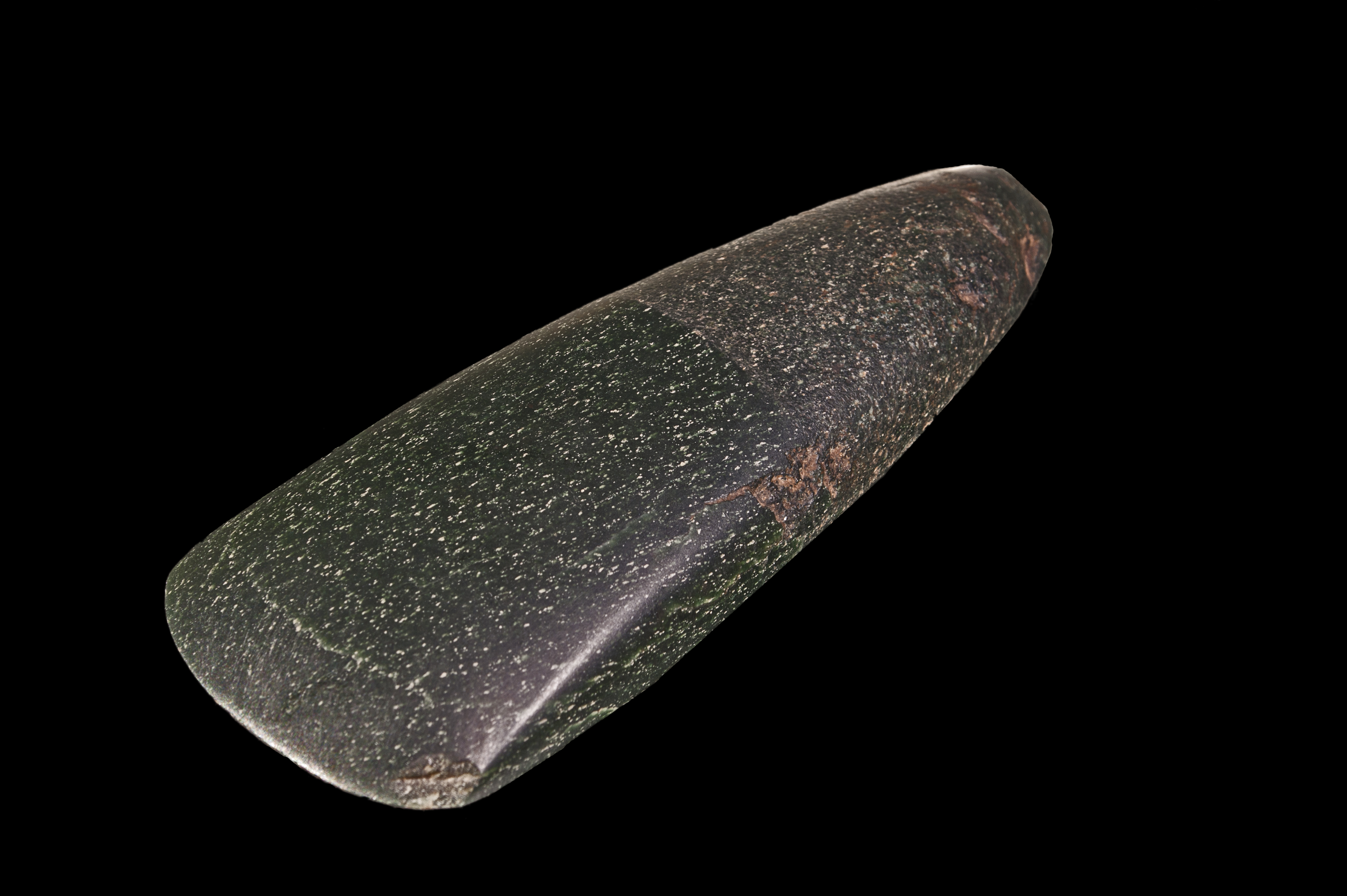
一件擦亮的硬玉岩製石斧，來自土魯斯博物館

1973年，一片硬玉岩斧的刀刃部分在古道邊出土，考古學家認為當時人們把它當作祭品放置於此，這時不列顛群島和愛爾蘭已有超過100件類似斧頭。作為其中之一，它的狀況保持良好，材質也更珍貴，暗示了其具有象徵性，不作為伐木用。這種材料加工不易，又來自歐洲的阿爾卑斯山區域，所以此類在英國發現的斧頭被認為本身不具有實際功用，而是當作貨幣流通或贈與物。放射性碳定年法說明掩埋此斧頭的泥炭大約在西元前3200年沉積該處。此外，遺址還留有各式木製手工藝品，例如：船槳、盤子、弓箭、飛斧、挖棒、鋤頭、梳子，還有湯匙碎片等物，其他材質的物件有燧石片、箭頭、完好如初的燧石斧等。
2008年，一份對該區域的地球物理學調查得到特殊的磁強計數據——泥炭中的木頭可能對泥炭的水分分布、得失產生影響，儀器探測到的正是孔隙水和泥炭基質中的礦物質變化。

## 建造者
建造古道之時，其建造者已經在這裡過著有組織的定居生活，證明他們的身分是新石器時代約西元前3900年移居於此的農人。人類進入平原前，四周的高地生長著茂盛的林木，移民到此開始砍伐這些森林，主要將其用於小規模耕種的田園式生活。這個聚落從事漁獵、農耕和採集，於冬日降臨期間從平原上被水淹過的區域獲得豐富的魚和野禽；在夏季，乾燥的區域則提供肥沃、空曠的草地，當中有蘆葦、木材、果實、種子、鳥類和其他野生動物，不僅有牧場放養牛隻和羊群，還有可用於建設等其他經濟活動。推測在乾季尾聲、水位最低時，居民為了進行大型公共活動，他們到達沼澤中島嶼的需求變得急切，需要儲備木材、建造步道。建造步道的技術表示他們擁有進步的木工技藝，並且暗示工人之中的工作分配存在區別。這裡的居民似乎已經使用周圍的林地至少120年了。

## 建造過程

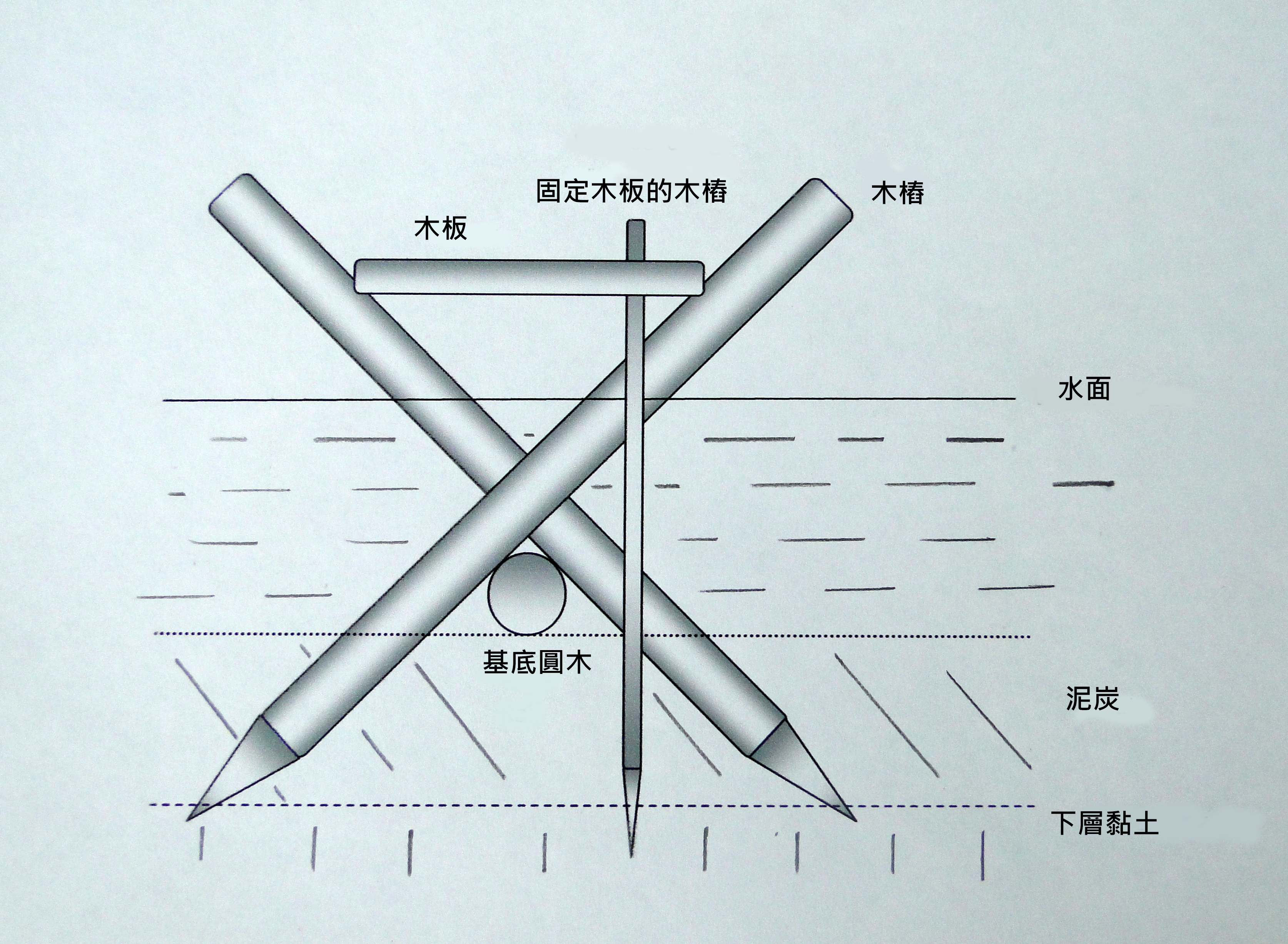
斯威特古道的剖面示意圖

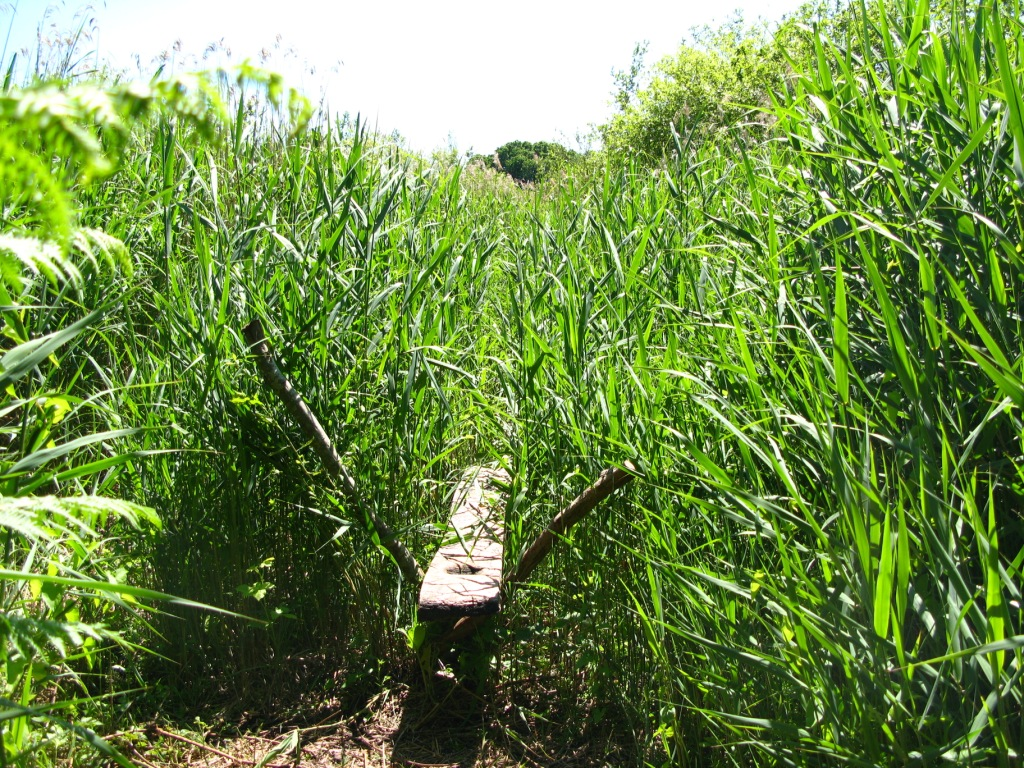
步道的複製品

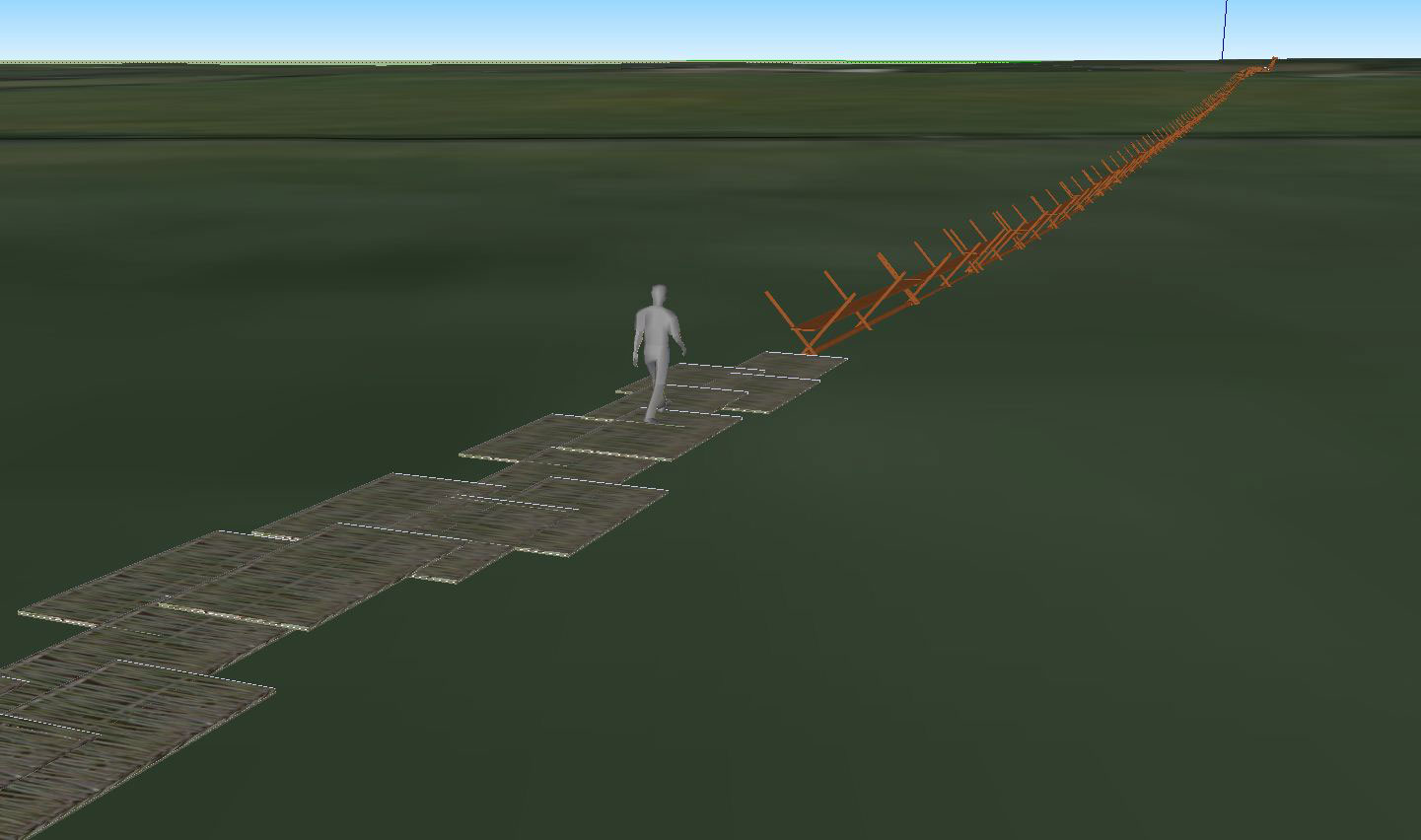
古道南端的數位重建影像

古道建成於西元前3807或3806年，主要是一條由橡樹板頭尾相連而成的步道，其下有梣樹、橡樹或椴樹製成的木樁交叉排列、插入泥炭中以利支撐。
構成步道面的木板最寬達40（16英寸）、最長達3（120英寸）並且有5（2.0英寸）厚，它們來自最多有400歲、直徑1（39英寸）的樹。工人只使用石斧、木楔和木槌砍伐及切割木材。木樁缺乏旁枝和分岔，其長度、筆直度都提示了它們來自曾被使用、修剪過的林地。木樁以一定的角度與被平放在泥炭中的縱向圓木相交且深入沼澤的泥炭基底，兩者一起在地下被固定著。圓木最長有6.1（20英尺）、直徑7.6（3.0英寸），大部分取自榛樹和赤楊。接著在木板上刻下凹槽以吻合木樁後，將木板放置在木樁形成的X形上組成步道。為了讓最上層的木板和其他的維持相同高度，步道有些地方會有第二條圓木鋪放在原本的那條上，一部份的木板尾端被鑽穿小孔，垂直的木樁穿過孔洞刺入泥炭或是其下的黏土層，達到穩定木板的效果。比較小的樹則用於建造步道南端，這些木板沿著紋理分割，讓建造者得以完全利用這些樹幹。另有發現其他樹種的碎片，像是：冬青、柳樹、楊樹、山茱萸、常春藤、樺樹以及蘋果樹。
濕地的環境指出構成古道的組件必在現場組裝前於他處處理過，雖然留在步道邊的木片和被切除的旁枝顯示有一些小修整在現場才進行。建造步道一共耗費大約200,000（440,000英磅）重的木料，但是科爾斯估計一旦完成所有材料的搬運後，只需要十個人便可一日內組裝完畢。
斯威特古道僅被使用十年左右，歸咎於水位上升、吞沒步道，最後令其失去功能並遭棄置。種種古道邊出土的物件說明它在聚落居民的農耕生活中擔任日常運輸的工作。古道被發現後，研究者又確定其有部分建築在一條更早的路徑旁，原來前推三十年波斯特古道已於西元前3838年建成。

## 保存
大部分的古道仍然保留在原處，位於沙普維克荒野，一處具特殊科學價值地點及國家自然保留區。國家遺產紀念基金購買土地，還有一套500-（1,600-英尺）長的抽、供水系統積極的維護數百公尺長的古道。這種維持高水位浸透遺跡的方法在保存溼地遺址方面很罕見。一條長500-（1,600-英尺）的區段坐落於英國自然保護委員會擁有的土地上，周遭被黏土堤防圍住以防水滲漏至旁邊低窪泥炭地，而水位也被定期監控著。該方法的可行性藉由比較鄰近的阿伯茲韋古道展現：那條古道沒有這種保護措施，於1996年被發現已經變得脫水、乾燥。沙普維克荒野自然保留區的水位評估與維護牽涉到英國自然保護委員會、環境食物及農村事務部和索美塞特平原計畫三方。
雖然從平原找回的木頭視覺上沒有缺損，但是經過多年歲月已被嚴重分解、十分脆弱。可行範圍內，狀況良好的木材或是經過處理的木樁末端被移至他處保存以待進一步分析。木頭被浸泡在聚乙二醇溶液並置於加熱槽中，進行蒸發作用後，蠟質逐漸在超過九個月間取代木材裡的水。之後將木頭從槽中取出、拭淨，當蠟冷卻硬化時，這些工藝品已經變得堅固並能被自由處理。
有一部分的步道曾由採掘當地泥炭的費森斯公司持有，後來被捐贈予倫敦的大英博物館。這一小部分的古道可以在組裝後用於展示，但是它現在正穩定的儲藏於別處。另有一個重建的部分在格拉斯頓伯里附近的泥炭沼地中心展出。該博物館由索美塞特歷史環境部門經營，不過因為索美塞特郡議會刪減預算而在2009年10月關閉。主要的展示品仍然存在，可是未來大眾不一定能參觀。其他的古道樣品存放在索美塞特博物館。
古道的各段已被指名為在册古迹，表示其為擁有「國家等級的重要性」的歷史性建築及遺址，受免於未授權改變的保護。這些區段也被收錄在Historic England的瀕危遺產名冊。

### 引用
1. 1 2 3 4 5 6  . Somerset Historic Environment Record. South West Heritage Trust.   [2017-06-28]. （原始内容存档于2016-10-03）.
2. ↑   (PDF). www.cambridge.org.   [2017-06-28]. （原始内容存档 (PDF)于2019-04-30）.
3. ↑  Cunliffe, Barry. . Abingdon, Oxon: Routledge. 2005: 266. ISBN 0-415-34779-3.
4. 1 2  . Digital Digging.   [2017-06-28]. （原始内容存档于2012-03-05）.
5. ↑  Rippon, Stephen.  (PDF). Medieval Archaeology (Maney Publishing). 2004, 48: 119. doi:10.1179/007660904225022816. （原始内容存档 (PDF)于2015-07-03）.
6. ↑  Godwin, H.; Macfadyen, W. A. . Philosophical Transactions of the Royal Society B (Royal Society). 1955, 239 (662): 161–190. Bibcode:1955RSPTB.239..161G. doi:10.1098/rstb.1955.0008. （原始内容存档于2016-03-03）.
7. ↑  Chapmana, Henry P.; Van de Noort, Robert. . Journal of Archaeological Science. 2001, 28 (4): 365–375  [2017-06-28]. doi:10.1006/jasc.2000.0581. （原始内容存档于2012-09-10）.
8. ↑  Williams, Robin; Williams, Romey. . Bradford on Avon: Ex Libris Press. 1992: 35–36. ISBN 0-948578-38-6.
9. 1 2  Brunning, Richard. . CJ Webster  (编).  (PDF). South West Heritage Trust. 2000. （原始内容 (PDF)存档于2012-03-24）.
10. ↑  Coles, J.M. . Susan Limbrey  (编).  (PDF). York: Council for British Archaeology. 1978: 86–89. ISBN 978-0-900312-60-1. （原始内容存档于2016-10-03）.
11. ↑  . Council for British Archeology.   [2017-06-28]. （原始内容存档于2008-06-03）.
12. ↑   (PDF). European Association of Archaeologists.   [2017-06-28]. （原始内容存档于2016-10-01）.
13. ↑  . New Scientist, 16 June 1990.   [2017-06-28]. （原始内容存档于2010-03-11）.
14. ↑  . Current Archaeology (Current Archaeology). February 2001, XV (4) (172 (Special issue on Wetlands)).
15. ↑  Lay, M. G.; Vance, James E. . Rutgers University Press. 1999: 51. ISBN 978-0-8135-2691-1.
16. ↑  Anon. . physorg.com News. PhysOrg.com. 2009-08-12  [2017-06-28]. （原始内容存档于2011-07-15）.
17. ↑  Hillam, J.; Groves, C. M.; Brown, D. M.; Baillie, M. G. L.; Coles, J. M.; Coles, B. J.  (PDF). Antiquity. 1990, 64 (243). （原始内容存档 (PDF)于2011-07-23）.
18. ↑  Hunter, John; Rolston, Ian. . London: Routledge. 1999: 63–64. ISBN 978-0-415-13588-7.
19. ↑  . British Museum.   [2017-06-28]. （原始内容存档于2009-02-21）.
20. ↑  Barker, Graeme. . New York: Routledge. 1999: 378. ISBN 0-415-21329-0.
21. ↑  Smith, I.F. . T H McK Clough and W A Cummins  (编).  (PDF). York: Council for British Archaeology. 1978: 13–22  [2017-06-28]. ISBN 0-900312-63-7. （原始内容存档于2016-03-21）.
22. ↑  . Somerset Historic Environment Record. South West Heritage Trust.   [2017-06-28]. （原始内容存档于2016-10-03）.
23. ↑  Armstrong, K.; Cheetham, P.  (PDF). EIGG 8th Meeting on Recent Work in Archaeological Geophysics, 16 Dec 2008, The Geological Society, Burlington House, London, UK. Bournemouth University. 2008  [2017-06-28]. （原始内容存档 (PDF)于2011-07-19）.
24. 1 2 3 4 5  Costen, M. D. . Manchester: Manchester University Press. 1992: 4, 5. ISBN 0-7190-3675-5.
25. ↑  Scarry, C. Margaret. . Gainesville: University Press of Florida. 1993: 118, 119. ISBN 0-8130-1235-X.
26. ↑  Aston, Michael. . New York: Routledge. 1997: 26. ISBN 0-415-15140-6.
27. ↑  Brunning, Richard. . Current Archaeology (Current Archaeology). February 2001, XV (4) (172 (Special issue on Wetlands)): 139–143.
28. 1 2 3 4  . British Museum.   [2017-06-28]. （原始内容存档于2011-04-29）.
29. 1 2  Coles, Bryony. . New Scientist (IPC magazines). 1987-10-15, (1582): 46.
30. ↑  Coles & Coles 1986，第50頁
31. ↑  Otter, R. A. . London: Thomas Telford ltd. 1994: 101. ISBN 978-0-7277-1971-3.
32. ↑  Fleming, Neil; Grant, Jim; Gorin, Sam. . New York: Routledge. 2008: 277. ISBN 0-415-46286-X.
33. ↑  Coles & Coles 1986，第112頁
34. ↑  Coles & Coles 1980，第25頁
35. ↑  Daniel, Glyn. . New Scientist (IPC magazines Ltd). 1986-10-09, 261 (2529): 100. Bibcode:1989SciAm.261e.100C. doi:10.1038/scientificamerican1189-100.[]
36. ↑  Rahtz, Phillip; Watts, Lorna. . Stroud: Tempus. 2003: 25. ISBN 978-0-7524-2548-1.
37. ↑   (PDF). Centre for Contemporary Art and the Natural World: 2.   [2017-06-28]. （原始内容 (PDF)存档于2011-04-09）.
38. ↑  Hill-Cottingham, Pat; Briggs, D.; Brunning, R.; King, A.; Rix, G. . Somerset Books. 2006. ISBN 0-86183-432-1.
39. ↑  . Somerset Historic Environment Record. South West JHeritage Trust.   [2017-06-28]. （原始内容存档于2016-10-03）.
40. ↑  . Natural England.   [2017-06-28]. （原始内容存档于2010-01-20）.
41. ↑  . Archeology Review. 1996–1997  [2017-06-28]. （原始内容存档于2010-05-29）.
42. ↑  Van de Noort, Robert; Chapman, Henry; Cheetham, James. . B. Purdy  (编). . Oxford: Oxbow Books. 2001: 277–286. ISBN 1-84217-048-1.
43. ↑  Purdy, Barbara A. . Boca Raton, FL: CRC Press. 1990: 99. ISBN 978-0-936923-08-6.
44. ↑  Cox, Margaret; Earwood, Caroline; Jones, E.B. Gareth; Jones, Julie; Straker, Vanessa; Robinson, Mark; Tibbett, Mark; West, Steven. . Journal of Archaeological Science. October 2001, 28 (10): 1069–1084  [2017-06-28]. doi:10.1006/jasc.2000.0642. （原始内容存档于2013-02-01）.
45. ↑  Coles & Coles 1986，第107頁
46. ↑  Coles & Coles 1986，第108頁
47. ↑  . Gov.uk.   [2017-06-28]. （原始内容存档于2015-11-22）.
48. ↑   (PDF). Heritage at Risk. English Heritage: 183.   [2017-06-28]. （原始内容存档 (PDF)于2011-06-09）.

## 外部連結
- 在Megalithic Portal上的斯威特古道 （页面存档备份，存于）（英文）
- 步道的3D影像和有字幕的版本 （页面存档备份，存于）（英文）